# Nigüella
Nigüella es un municipio y localidad española de la provincia de Zaragoza, en la comunidad autónoma de Aragón. El término municipal tiene una población de 62 habitantes (INE 2024).

## Geografía
Se encuentra situada al oeste de Aragón entre Arándiga y Mesones de Isuela. Sus casas se integran en el monte, quedando colgadas si las vemos desde el río, mientras que quedan en un hondo si las vemos desde la carretera. A sus pies, el río Isuela baña sus huertas. Las vistas desde el río son formidables también hay que tener en cuenta sus infraestructuras como un merendero y su lavadero reconvertido en depósito de agua. Nigüella pertenece a la Diócesis de Tarazona.

## Historia
Hacia mediados del siglo XIX, el lugar tenía contabilizada una población de 159 habitantes. La localidad aparece descrita en el decimosegundo volumen del Diccionario geográfico-estadístico-histórico de España y sus posesiones de Ultramar de Pascual Madoz de la siguiente manera:

NIGÜELLA: v. con ayunt. de la prov., aud. terr. y dióc. de Zaragoza (10 leg.), c. g. de Aragon, part. jud. de Calatayud (3): sit. sobre un peñasco, en la ribera izq. del r. Isuela: la baten todos los vientos; su clima templado y sano. Tiene 40 casas, inclusas la del ayunt. y cárcel; igl. parr. (La Visitacion de Ntra. Sra.), de entrada, servida por un cura de patronato del Sr. conde de Aranda; 2 ermitas dedicadas á San Vicente Ferrer y Ntra. Sra. del Carmen, y un cementerio estramuros. Confina el térm. por N. con el de Mesones; E. Epila; S. Arándiga, y O. Brea. El terreno que abraza es de corta estension y bastante estéril; solo prod. trigo y cebada con escasez; mantiene algun ganado lanar, y hay caza de conejos y perdices. Los caminos son escabrosos y dirigen á Brea y Calatayud. El correo lo recibe de La Almunia, por balijero, tres veces á la semana. ind.: la agrícola y 1 molino harinero. pobl.: 33 vec., 159 alm. cap. prod.: 660,660 rs. imp.: 41,600. contr.: 8,147.
(Madoz, 1849, p. 163)

## Demografía
Nigüella cuenta con una población de 62 habitantes (INE 2024).
| Gráfica de evolución demográfica de Nigüella entre 1842 y 2021                                                      |
| |
| Población de derecho según los censos de población del INE Población de hecho según los censos de población del INE |

## Administración y política
| Período   | Alcalde              | Partido |  |
| --------- | -------------------- | ------- |  |
| 1979-1983 | Pedro Liarte Ostáriz | UCD     |  |
| 1983-1987 |                      |         |  |
| 1987-1991 |                      |         |  |
| 1991-1995 |                      |         |  |
| 1995-1999 |                      |         |  |
| 1999-2003 |                      |         |  |
| 2003-2007 | Luis Brusil Sánchez  | CHA     |  |
| 2007-2011 | Luis Brusil Sánchez  | CHA     |  |
| 2011-2015 | Luis Brusil Sánchez  | CHA     |  |
| 2015-2019 | Luis Brusil Sánchez  | CHA     |  |

| Partido político    | Partido político                                   | 2003   | 2007   | 2011   | 2015   | 2019   |
| Partido político    | Partido político                                   | Ediles | Ediles | Ediles | Ediles | Ediles |
|                     | Chunta Aragonesista (CHA)                          | 2      | 1      | 2      | 2      | 2      |
|                     | Partido Aragonés (PAR)                             | 1      | —      | —      | 1      | 1      |
|                     | Partido de los Socialistas de Aragón (PSOE-Aragón) | 1      | —      | 1      | —      | —      |
|                     | Partido Popular de Aragón (PP)                     | 1      | —      | —      | —      | —      |
| Total de concejales | Total de concejales                                | 5      | 1      | 3      | 3      | 3      |

## Cultura

### Patrimonio

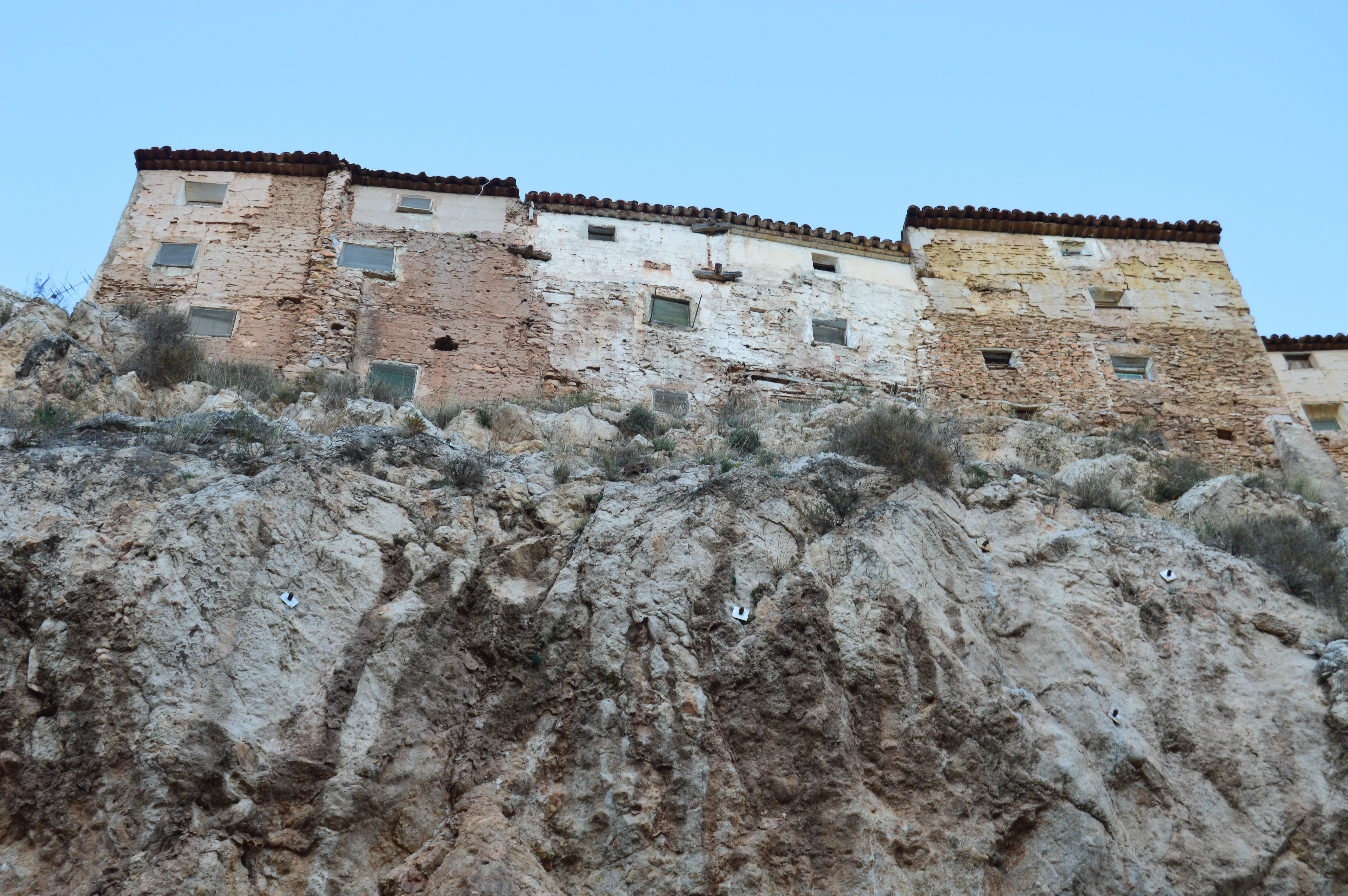
Casas colgadas

La antigua iglesia mudéjar de Nigüella fue derribada en los años 1980. La actual iglesia de la localidad, la Visitación de Nuestra Señora, es de nueva construcción, de piedra con campanario. Además existe una ermita dedicada a San Vicente Ferrer.

### Patrimonio inmaterial
Celebra sus fiestas el primer sábado de noviembre (San Vicente) con una gran hoguera en la plaza que se mantiene encendida durante todo el fin de semana de las fiestas. Además los mozos (jóvenes que cumplen 18 años y por lo tanto en su día iban al servicio militar) ofrecen al Santo un rosco cada uno, que una vez bendecido se reparte en la plaza entre los habitantes del pueblo. En la actualidad también las chicas participan en esta ofrenda al santo.
Las fiestas mayores son el 10 de agosto (San Lorenzo), siendo lo más entrañable la cena en la plaza de todos los habitantes. La Comisión de Fiestas reparte los huevos y cada familia elabora una tortilla de patata también se comen chorizos, longanizas y sardinas rancias. Tras la cena se proyecta una película al aire libre.
Cada 1 de mayo se celebra en el río un concurso de ranchos.

### Asociaciones culturales
Existen, de forma permanente, dos asociaciones culturales en Nigüella: 
- La Asociación de Mujeres: que durante todo el año organiza actos para las mujeres de la localidad.
- La asociación lúdico-cultural LA PEZONERIA, cuya página web es: La Pezonería, la mejor peña de Nigüella Archivado el 21 de octubre de 2020 en Wayback Machine.